# Chase the Dragon
 (juillet 2017).
Si vous disposez d'ouvrages ou d'articles de référence ou si vous connaissez des sites web de qualité traitant du thème abordé ici, merci de compléter l'article en donnant les références utiles à sa vérifiabilité et en les liant à la section « Notes et références ».
Albums de Magnum
Marauder
(1980) The Eleventh Hour
(1983)
Singles
1. The Lights Burned Out
Sortie : Février 1982
2. Live in America
Sortie : Septembre 1982
3. Live in America (EP)
Sortie : Septembre 1982

Chase the Dragon est le troisième album du groupe de rock progressif britannique Magnum, sorti en 1982.

## Présentation
Publié en février 1982, deux ans après les sessions d'enregistrement au Town House Studios de Londres, Chase the Dragon atteint la 17e place du Top 20 des charts britanniques.
Le premier single The Lights Burned Out paraît également à cette période.
Il est suivi d'un EP, en septembre 1982, avec deux nouveaux titres studio Back to Earth et Hold Back Your Love et deux morceaux live enregistrés à Nashville (Tennessee), en 1982, lorsque le groupe participe à la tournée d'Ozzy Osbourne. Ces deux derniers titres seront également publiés sur l'album Invasion Live (en) en 1989.
Chase the Dragon  est également noté comme le premier album de Magnum avec un artwork (travail artistique de la pochette) de Rodney Matthews, illustrateur britannique spécialisé dans le domaine de la fantasy et de la science-fiction.
La version étendue de l'album (édition Deluxe "expanded"), éditée en 2005, inclut l'album original, l'EP de 5 titres ainsi qu'une version originale de The Lights Burned Out, une version live de The Spirit et une version acoustique de Soldier of the Line.
Depuis plusieurs années, de nombreux morceaux restent dans les programmations de Magnum en concert, tels que Soldier of the Line, The Spirit et Sacred Hour.
La chanson The Spirit est reprise en 2005 par le groupe de heavy metal allemand Edguy, sur leur EP Superheroes.

## Liste des titres
Toutes les chansons sont écrites et composées par Tony Clarkin.
|       | 'Face A'                  |      |
| A1.   | Soldier of the Line       | 4:17 |
| A2.   | On the Edge of the World  | 4:23 |
| A3.   | The Spirit                | 4:19 |
| A4.   | Sacred Hour               | 5:32 |
|       | 'Face B'                  |      |
| B1.   | Walking the Straight Line | 4:54 |
| B2.   | We All Play the Game      | 4:08 |
| B3.   | The Teacher               | 3:22 |
| B4.   | The Lights Burned Out     | 4:28 |
| 35:24 |                           |      |

| Titres bonus - Réédition CD (Essential, Castle Music, 1999) | Titres bonus - Réédition CD (Essential, Castle Music, 1999) | Titres bonus - Réédition CD (Essential, Castle Music, 1999) | Titres bonus - Réédition CD (Essential, Castle Music, 1999) | Titres bonus - Réédition CD (Essential, Castle Music, 1999) | Titres bonus - Réédition CD (Essential, Castle Music, 1999) | Titres bonus - Réédition CD (Essential, Castle Music, 1999) | Titres bonus - Réédition CD (Essential, Castle Music, 1999) | Titres bonus - Réédition CD (Essential, Castle Music, 1999) | Titres bonus - Réédition CD (Essential, Castle Music, 1999) |
| No                                                          | Titre                                                       | Durée                                                       |                                                             |                                                             |                                                             |                                                             |                                                             |                                                             |                                                             |
| ----------------------------------------------------------- | ----------------------------------------------------------- | ----------------------------------------------------------- | ----------------------------------------------------------- | ----------------------------------------------------------- | ----------------------------------------------------------- | ----------------------------------------------------------- | ----------------------------------------------------------- | ----------------------------------------------------------- | ----------------------------------------------------------- |
| 9.                                                          | Back to Earth (Live)                                        | 3:39                                                        |                                                             |                                                             |                                                             |                                                             |                                                             |                                                             |                                                             |
| 10.                                                         | Hold Back Your Love (Live)                                  | 3:22                                                        |                                                             |                                                             |                                                             |                                                             |                                                             |                                                             |                                                             |
| 11.                                                         | Soldiers of the Line (Live)                                 | 3:51                                                        |                                                             |                                                             |                                                             |                                                             |                                                             |                                                             |                                                             |
| 12.                                                         | Sacred Hour (Live)                                          | 5:45                                                        |                                                             |                                                             |                                                             |                                                             |                                                             |                                                             |                                                             |
| 13.                                                         | Long Days, Black Nights                                     | 3:10                                                        |                                                             |                                                             |                                                             |                                                             |                                                             |                                                             |                                                             |
| 55:15                                                       |                                                             |                                                             |                                                             |                                                             |                                                             |                                                             |                                                             |                                                             |                                                             |

| Titres bonus - Édition Deluxe "expanded" Royaume-Uni et Europe (Castle Music, 31 octobre 2005) | Titres bonus - Édition Deluxe "expanded" Royaume-Uni et Europe (Castle Music, 31 octobre 2005) | Titres bonus - Édition Deluxe "expanded" Royaume-Uni et Europe (Castle Music, 31 octobre 2005) | Titres bonus - Édition Deluxe "expanded" Royaume-Uni et Europe (Castle Music, 31 octobre 2005) | Titres bonus - Édition Deluxe "expanded" Royaume-Uni et Europe (Castle Music, 31 octobre 2005) | Titres bonus - Édition Deluxe "expanded" Royaume-Uni et Europe (Castle Music, 31 octobre 2005) | Titres bonus - Édition Deluxe "expanded" Royaume-Uni et Europe (Castle Music, 31 octobre 2005) | Titres bonus - Édition Deluxe "expanded" Royaume-Uni et Europe (Castle Music, 31 octobre 2005) | Titres bonus - Édition Deluxe "expanded" Royaume-Uni et Europe (Castle Music, 31 octobre 2005) | Titres bonus - Édition Deluxe "expanded" Royaume-Uni et Europe (Castle Music, 31 octobre 2005) |
| No                                                                                             | Titre                                                                                          | Durée                                                                                          |                                                                                                |                                                                                                |                                                                                                |                                                                                                |                                                                                                |                                                                                                |                                                                                                |
| ---------------------------------------------------------------------------------------------- | ---------------------------------------------------------------------------------------------- | ---------------------------------------------------------------------------------------------- | ---------------------------------------------------------------------------------------------- | ---------------------------------------------------------------------------------------------- | ---------------------------------------------------------------------------------------------- | ---------------------------------------------------------------------------------------------- | ---------------------------------------------------------------------------------------------- | ---------------------------------------------------------------------------------------------- | ---------------------------------------------------------------------------------------------- |
| 14.                                                                                            | The Lights Burned Out (Original version)                                                       | 4:06                                                                                           |                                                                                                |                                                                                                |                                                                                                |                                                                                                |                                                                                                |                                                                                                |                                                                                                |
| 15.                                                                                            | The Spirit (Live)                                                                              | 4:36                                                                                           |                                                                                                |                                                                                                |                                                                                                |                                                                                                |                                                                                                |                                                                                                |                                                                                                |
| 16.                                                                                            | Soldier of the Line (Acoustic version)                                                         | 3:57                                                                                           |                                                                                                |                                                                                                |                                                                                                |                                                                                                |                                                                                                |                                                                                                |                                                                                                |
| 67:51                                                                                          |                                                                                                |                                                                                                |                                                                                                |                                                                                                |                                                                                                |                                                                                                |                                                                                                |                                                                                                |                                                                                                |

## Crédits
| - Bob Catley : chant (lead) - Tony Clarkin : chant, guitare électrique et acoustique - Wally Lowe : chant, basse - Mark Stanway : claviers, synthétiseurs, orgue Hammond, piano, piano électrique, Clavinet - Kex Gorin : batterie, percussions, cymbales | - Production, ingénierie : Jeff Glixman - Ingénierie (assistant) : Steve Prestage - Arrangements : Magnum - Design, artwork : Rodney Matthews |